# Zemarco (primicério)
Zemarco (em latim: Zemarchus; em grego: Ζήμαρχος) foi um oficial bizantino do século VI. Segundo uma inscrição (AE 1951, 92 = CIL v 1614 = ILCV 488A) do diacônico da Igreja de Santa Maria em Grado, na Itália, foi primicério dos notários, porém os autores da PIRT sugeriram uma correção na inscrição. Para eles, na verdade, Zemarco foi primicério dos números tarbisianos.